# Sylvia Day
Œuvres principales
Dévoile-moi, Regarde-moi
Sylvia June Day (née le 11 mars 1973) est une écrivaine américaine d'origine japonaise de romans d'amour. Elle écrit également sous les pseudonymes SJ Day et Livia Dare . Elle est l'auteure à succès numéro un dans 28 pays.

## Carrière
Day écrit des romans d'amour, de la fiction spéculative/paranormale, de la fiction historique et de la fiction futuriste (sous le pseudonyme de Livia Dare). Elle a également publié de la fiction sous le pseudonyme de SJ Day et de la non-fiction.
Elle est la cofondatrice de Passionate Ink, un chapitre d'intérêt spécial de Romance Writers of America (RWA), et a siégé au conseil d'administration de RWA de 2009 à 2013. Elle était la 22e présidente de RWA. Day siège actuellement au conseil d'administration de la Guilde des auteurs.
Elle présente des ateliers pour des groupes d'écriture et a été conférencière lors d'événements tels que la convention RT Booklovers, la convention nationale des écrivains romantiques d'Amérique et le Comic-Con.
En mars 2013, Harlequin Enterprises et Hearst Corporation ont annoncé la signature de Day à un contrat à sept chiffres pour écrire deux nouvelles pour lancer « Cosmo Red Hot Reads from Harlequin », une nouvelle collaboration entre l'éditeur et le géant de la communication.
En juin 2013, Penguin USA a conclu un accord à huit chiffres pour deux autres livres « Crossfire », avec Penguin UK acquérant les droits du Royaume-Uni et du Commonwealth pour sept chiffres supplémentaires.
En janvier 2014, Macmillan 's St. Martin's Press a annoncé un accord de deux livres à huit chiffres avec Day pour une nouvelle série "Blacklist". Penguin UK a acquis les droits britanniques et du Commonwealth sur la série pour sept chiffres supplémentaires,.

### Crossfire
La série Day's Crossfire compte 13 millions d'exemplaires en anglais en version imprimée et droits internationaux sous licence dans plus de 40 territoires en janvier 2014.
Dévoile-moi était no 4 sur la liste Amazon.com des 10 livres les plus vendus en 2012, no 5 sur les dix meilleurs livres de l'année d'iTunes, et no 7 sur Bookscan 's Top 10 Ventes de livres imprimés de 2012 – Fiction pour adultes,,.
La série Crossfire a été acquise par Lionsgate Television Group pour une adaptation télévisée, mais Day a refusé un troisième renouvellement de l'option et les droits lui sont revenus,.

### Beyond Words
En septembre 2015, Day a lancé le magazine de style de vie numérique Beyond Words, qui publie des articles quotidiens sur les voyages, le divertissement, le style, le bien-être et la philanthropie.

## Honneurs
Day a été honoré par le Romantic Times Reviewers' Choice Award, le EPPIE Award, le National Readers' Choice Award et plusieurs nominations pour le RITA Award des Romance Writers of America,.
- Nommée au RITA Award 2007 ("Her Mad Grace") [18]
- Nommé au Prix du choix des critiques du magazine Romantic Times 2007 (Si vous aimez jouer)
- Nommé aux RITA Award 2008 ("Mischief and the Marquis") [18]
- Gagnant du prix du choix des critiques du magazine Romantic Times 2008 (Si vous me provoquez)
- Gagnant du prix national du choix des lecteurs 2008 (La désirer, c'est la condamner)
- Nommé au prix du choix des critiques du magazine Romantic Times 2009 (In the Flesh)
- Gagnant du prix national du choix des lecteurs en 2009 (In the Flesh)
- Gagnant du prix de la couronne des lecteurs 2010 (In the Flesh et L'ange ou le démon)
- 2012 Goodreads Choice Award Meilleure romance nommée (Dévoile-moi)
- 2012 Goodreads Choice Award Meilleur auteur Goodreads Nommé
- 2012 Meilleurs livres de l'année d'Amazon dans la sélection des éditeurs de romans d'amour (Dévoile-moi) [19]
- 2013 Goodreads Choice Award Meilleure romance nommée (Enlace-moi)
- 2014 Meilleurs livres de l'année d'Amazon dans la sélection des éditeurs de romance (Mariée à un inconnu)
- 2015 Goodreads Choice Award meilleure romance nommé (Fascine-moi)

### Romans
- Amours scandaleuses (2006)
- Ask For It (2006)
- Mariée à un inconnu (2007)
- L'ange ou le démon (2009)
- Eve of Destruction (2009)
- Eve of Chaos (2009)
- In the Flesh (2009)
- Pride and Pleasure (2011)
- Sept ans de désir (2011)
- Une note de pourpre (2011)
- Dévoile-moi (2012)
- Désir sauvage (2012)
- Regarde-moi (2012)
- Enlace-moi (2013)
- Spellbound (2013)
- Fascine-moi (2014)
- Exalte-moi (2016)
- Comme un battement d'elle (2019)

### Nouvelles
- Magic Fingers dans Wicked Words: Sex on Holiday (2005) et Black Lace Quickies 7 (2007) et Wicked (2012)
- Attraper Caroline (2005)
- Induit en erreur (2005)
- Le baiser de la nuit (2005)
- Snaring The Huntress (2005)
- Liste de souhaits (2005) dans White Hot Holidays, Vol. II (2006)
- Chasseurs de trésors dans Cavemen d'Ellora : Rêves de l'Oasis II (2006)
- Une sorte de magie familière dans Alluring Tales: Awaken the Fantasy (2007)
- Salacious Robinson dans Got a Minute? (2007)
- Magie et chaos (2007)
- Mischief and the Marquis dans Perfect Kisses (2007)
- Cette vieille magie noire dans Alluring Tales: Hot Holiday Nights (2008)
- La veille de la ville du péché (2010)
- Eve of Warfare (2010) dans The Mammoth Book of Paranormal Romance 2 (2010)
- Le pari de Lucien (2011) dans Bad Boys Ahoy ! (2006)
- All Revved Up (2011) dans Wicked Reads (2011)
- Razor's Edge dans La Promesse d'amour (2011)
- Taking the Heat dans Men Out of Uniform (2011)
- Un baiser sombre de ravissement (2011)
- Iron Hard (2012) dans Steamlust: Steampunk Erotic Romance (2011)
- Black Magic Woman (2013) dans Spellbound
- Ce qui s'est passé à Vegas (2011) dans la meilleure romance érotique (2011)
- Du sang et des roses dans Guns and Roses (2012)
- On Fire dans Hot in Menottes (2012)
- Postcombustion (2013)
- Réplique (2014)
- Dur à respirer (2015) en Première

### Séries/Titres connexes

#### Contes séduisants
- Une sorte de magie familière dans Alluring Tales: Awaken the Fantasy (2007)
- Cette vieille magie noire dans Alluring Tales: Hot Holiday Nights (2008)
- Black Magic Woman dans Spellbound (2013)

#### Carnal Thirst
- Misled (2005)
- Kiss of the Night (2005)
- Declassified: Dark Kisses (2006)
- Carnal Thirst (2012)

#### CosmoRed Hot Reads from Harlequin
1. Afterburn / Aftershock, Harlequin, coll. « Mosaïc », 2014 ((en) Afterburn, 2013)Les deux romans ont été regroupés en France en un seul volume.
2. Afterburn / Aftershock, Harlequin, coll. « Mosaïc », 2014 ((en) Aftershock, 2014)

#### Crossfire
- Dévoile-moi (2012)
- Regarde-moi (2012)
- Enlace-moi (2013)
- Fascine-moi (2014)
- Exalte-moi (2016)

#### Dream Guardians
- La nuit leur appartient (2007)
- La désirer, c'est la condamner (2008)

#### SérieGeorgian
1. Si vous le demandez, J'ai lu, 2016 ((en) Ask For It, 2006)Publié dans la collection Aventures et Passions
2. Si vous aimez jouer, J'ai lu, 2016 ((en) Passion for the game, 2007)Publié dans la collection Aventures et Passions
3. Si vous m'embrassez, J'ai lu, 2016 ((en) A passion for him, 2007)Publié dans la collection Aventures et Passions
4. Si vous me provoquez, J'ai lu, 2016 ((en) Don't tempt me, 2008)Publié dans la collection Aventures et Passions

#### Série marquée(sous pseudonyme de S. J. Day)
- L'Ange ou le Démon (2009)
- Eve of Destruction (2009)
- Eve of Chaos (2009)
- La veille de la ville du péché (2010)
- Eve of Warfare (2010) dans The Mammoth Book of Paranormal Romance 2 (2010)

#### Les Anges renégats
- Sombre baiser (2011)
- Une note de pourpre (2011)
- Un frôlement d'aile (2012)
- Désir sauvage (2012)
- A Lush Kiss of Surrender
- A Taste of Seduction

#### Sapphire Series(sous pseudonyme de Livia Dare)
- In the Flesh (2009)

### Non-fiction
- Perfectly Plum: Unauthorized Essays on the Life, Loves and Other Disasters of Stephanie Plum, Trenton Bounty Hunter (2007)
- The Write Ingredients: Recipes from Your Favorite Authors (2007)
- Lustfully Ever After: Fairy Tale Erotic Romance (Foreword - 2011)
- Fifty Writers on Fifty Shades of Grey (2012)
- Histoire d'O (Introduction - 2013)
- Writing New Adult Fiction (Foreword - 2014)

## Médias
En avril 2013, HeroesAndHeartbreakers.com a annoncé que la série Day's Crossfire avait été choisie pour une adaptation télévisée. Lions Gate Entertainment a obtenu les droits. Kevin Beggs, président du Lionsgate Television Group, a confirmé l'acquisition le 5 août 2013 dans un communiqué de presse. Le vice-président exécutif de Lionsgate TV, Chris Selak, qui devait superviser le développement du studio, a déclaré : « La série Crossfire est une propriété incroyable et c'est un plaisir de l'amener à Lionsgate. Sylvia a créé une histoire durable, sexy et énervée, et nous sommes impatients de travailler avec elle pour créer un spectacle qui à la fois excite et connecte avec le public comme ses livres l'ont fait." Cependant, Day a refusé un troisième renouvellement de l'option et les droits lui sont revenus.
En juin 2017, la Start-up de divertissement en streaming Passionflix a commencé la production de l'adaptation cinématographique de Day's Afterburn/Aftershock . Le tournage principal s'est terminé le 29 juillet 2017. Le film a fait ses débuts en novembre 2017.
Beyond Words: Sylvia Day, un documentaire couvrant la tournée mondiale soutenant la sortie Exalte-moi de Day, est sorti le 9 octobre 2018.